# Nicholas Lander
Nicholas Lander (* 8. dubna 1952 Manchester) je anglický spisovatel a konzultant v oboru stravování.
Studoval na univerzitě Manchester Grammar School a Manchester Business School v Manchesteru a Jesus College v Cambridge. V roce 1980 se stal jedním z nejznámějších britských restauračních kritiků, především v restauraci L'Escargot v londýnském Soho. Od roku 1989 byl korespondentem Financial Times, kde se jeho týdenní recenze, pod titulkem Restaurace Insider, snažily zabývat tématy a trendy v restauračním stravování. Je také konzultantem pro britské umělecké organizace v oboru servírování jídla.
Napsal několik knih. Mezi nejznámější patří The Art of the Restaurateur a Dinner for a Fiver
Je fanouškem fotbalového klubu Manchester United. Jeho ženou je Jancis Robinsonová.
Byl kritikem v televizním show MasterChef vysílaném společností BBC.

## Dílo

### Knihy
- LANDER, Nicholas with Jancis Robinson. Dinner for a fiver : over 150 best-value recipes from Britains's top restaurants. London: Vermilion, 1994. Dostupné online. ISBN 978-0091783099.
- LANDER, edited by Nicholas. The Crisis cookbook. London: Crisis, 2007. Dostupné online. ISBN 978-1899257560.
- The art of the restaurateur. London: Phaidon Press, 2012. Dostupné online. ISBN 978-0714864693.

### Kritické studie a recenze
- LANDER, Nicholas. The art of the restaurateur. London: Phaidon Press, 2012. Dostupné online. ISBN 9780714864693. S. 38, 40.